# Marquis Daniels
Marquis Antwane Daniels (ur. 7 stycznia 1981 w Orlando) – amerykański koszykarz, grający na pozycji na pozycji rzucającego obrońcy lub niskiego skrzydłowego.

## Kariera
Swoją przygodę z NBA zaczynał w 2003, gdy bez draftu trafił do klubu Dallas Mavericks. Po sezonie 2005–2006 trafił do ekipy Indiana Pacers. Przed sezonem 2009–2010 został zawodnikiem Bostonu Celtics. W lutym 2011 brał udział w wymianie w ramach której trafił do Sacramento Kings. W grudniu 2011 trafił do Boston Celtics. W sezonie 2012/2013 trafił do Milwaukee Bucks.

## Osiągnięcia
Na podstawie, o ile nie zaznaczono inaczej.
NCAA
- Uczestnik rozgrywek:
  - Sweet Sixteen turnieju NCAA (2003)
  - II rundy turnieju NCAA (2000, 2003)
- Zaliczony do:
  - II składu SEC (2003)
  - III składu SEC (2001)

NBA
- Zaliczony do II składu NBA (2004)[3]